# جيف برانسون
جيف برانسون (بالإنجليزية: Jeff Branson)‏ هو ممثل أمريكي، ولد في 3 أكتوبر 1977 بسانت لويس في الولايات المتحدة.

## أعمال

### مسلسلات
- ذا ينغ أند ذا رستلس
- ميامي
- غايدنغ لايت

## وصلات خارجية
- جيف برانسون على موقع IMDb (الإنجليزية)
- جيف برانسون على موقع ألو سيني (الفرنسية)
- جيف برانسون على موقع أول موفي (الإنجليزية)
- جيف برانسون على موقع قاعدة بيانات الفيلم (الإنجليزية)
- جيف برانسون على موقع كينوبويسك (الروسية)